# Шије (Тешањ)
Шије су насељено мјесто у Босни и Херцеговини у општини Тешањ које административно припада Федерацији Босне и Херцеговине. Према попису становништва из 1991. у насељу је живјело 2.333 становника.

## Становништво
| Националност       | 1991.          | 1981.          | 1971.          |
| Муслимани          | 2.293 (98,28%) | 2.093 (98,17%) | 1.611 (97,63%) |
| Хрвати             | 11 (0,47%)     | 12 (0,56%)     | 26 (1,57%)     |
| Срби               | 1 (0,04%)      | 4 (0,18%)      | 1 (0,06%)      |
| Југословени        | 11 (0,47%)     | 20 (0,93%)     | 3 (0,18%)      |
| остали и непознато | 17 (0,72%)     | 3 (0,14%)      | 9 (0,54%)      |
| Укупно             | 2.333          | 2.132          | 1.650          |